# Erald Dervishi
Erald Dervishi (* 10. November 1979 in Durrës) ist ein albanischer Schachgroßmeister.
Dervishi wurde 1993 in Szombathely Jugendeuropameister U14, bei der Jugendeuropameisterschaft U18 in Rimavská Sobota 1996 wurde er geteilter Dritter, bei der Jugendweltmeisterschaft U18 1997 in Jerewan wurde er Fünfter. Er erhielt als 18-Jähriger den Titel Großmeister von der FIDE verliehen. Dervishi ist der erste Titelträger seines Landes. Er gewann 1996 und 1997 die Meisterschaft Albaniens.
Zu seinen bedeutendsten Erfolgen zählen Turniersiege in Padua 2000, Genua 2001, Durrës 2001, Padua 2005 sowie 2006 und Bratto 2006. Dervishi nahm erstmals für Albanien an den Schacholympiaden 1994 in Moskau teil, wo er mit +5 =5 −3 ausgezeichnet abschnitt. Er vertrat seine Heimat seitdem auf den Olympiaden 1998 bis 2006, 2012 und 2014, wobei er sein bestes Resultat in Bled 2002 hatte, als er +6 =5 −0 erzielte. 1998 in Elista gewann er für sein Einzelergebnis am zweiten Brett (+7 =3 −2) die Bronzemedaille. Sein Gesamtergebnis für Albanien bei den Schacholympiaden ist +44 =34 −18. Außerdem nahm Dervishi an der Mannschaftseuropameisterschaft 2001 teil.
Er nahm mit Obiettivo Risarcimento Padova am European Club Cup 2006 teil und war in der österreichischen Bundesliga in der Saison 2006/07 für den SK Leoben gemeldet, blieb jedoch ohne Einsatz. In Deutschland spielt er für den Godesberger SK.
Dervishi führt im Januar 2015 die albanische Rangliste an.

## Aufgaben als Funktionär
Devishi ist beim Weltschachbund Mitglied der Kommission für Weltmeisterschaften und Olympiaden (WCO)